# Crinia riparia
Crinia riparia är en groddjursart som beskrevs av Murray Littlejohn och Martin 1965. Crinia riparia ingår i släktet Crinia och familjen Myobatrachidae. IUCN kategoriserar arten globalt som livskraftig. Inga underarter finns listade i Catalogue of Life.